# Тето Сан Ђакомо (Кунео)
Тето Сан Ђакомо је насеље у Италији у округу Кунео, региону Пијемонт.
Према процени из 2011. у насељу је живело 14 становника. Насеље се налази на надморској висини од 511 м.